# Transsiberian
Transsiberian è un film del 2008 diretto da Brad Anderson.
È stato presentato nella sezione Panorama al Festival di Berlino.

## Trama
Roy e Jessie sono marito e moglie. Per recuperare da una crisi di matrimonio, decidono di affrontare un viaggio sulla linea transcontinentale russa Transiberiana, attraversando la Russia e la Cina. I due stringono amicizia con un'altra coppia che alloggia nello stesso scompartimento, costituita da Abby e Carlos, venditori di souvenir e matrioske. Durante una sosta del treno, Roy scompare e Jessie rimane sola con l'altra coppia. Dopo una notte trascorsa in una piccola città siberiana, Carlos convince Jessie a fare un'escursione in una chiesa diroccata in mezzo a un bosco, nell'attesa che Roy, che non aveva fatto in tempo a risalire sul treno, raggiunga la compagna. Giunti sul posto, Carlos e Jessie ad un certo punto si sentono fortemente attratti l'uno dall'altra, si baciano appassionatamente, ma Jessie si ferma subito, scusandosi con Carlos e dicendogli che non vuole andare oltre. A questo punto Carlos tenta di afferrare e baciare la ragazza con la forza, ma Jessie si sottrae; sconvolta e impaurita, come presa da un raptus, con un bastone colpisce violentemente Carlos uccidendolo.
La ragazza torna quindi in città dove ritrova Roy, e i due ripartono subito in treno. Nel loro scompartimento trovano un uomo che dice di essere un detective della narcotici; dopo aver fatto conoscenza della coppia, l'uomo inizia a interrogarli per sapere qualcosa di più su Carlos, e aggiunge che diversi trafficanti di droga nascondono la loro merce nelle matrioske. Jessie capisce di essere finita in un brutto guaio quando rinviene nella propria borsa le matrioske che Carlos aveva infilato di nascosto, poco prima di essere ucciso. Le cose si complicano quando il detective si rivela essere corrotto e disposto a tutto pur di recuperare la droga e una grossa somma di denaro che Carlos aveva con sé.

## Distribuzione
In Spagna il film è uscito il 24 ottobre 2008, in Germania l'11 dicembre dello stesso anno. In Italia è stato pubblicato direttamente in DVD nel corso del 2013.